# Montesquieu-Lauragais
Montesquieu-Lauragais is een gemeente in het Franse departement Haute-Garonne (regio Occitanie). De plaats maakt deel uit van het arrondissement Toulouse. Montesquieu-Lauragais telde op 1 januari 2022 1.035 inwoners.

## Geografie
De oppervlakte van Montesquieu-Lauragais bedroeg op 1 januari 2022 24,75 vierkante kilometer; de bevolkingsdichtheid was toen 41,8 inwoners per km².

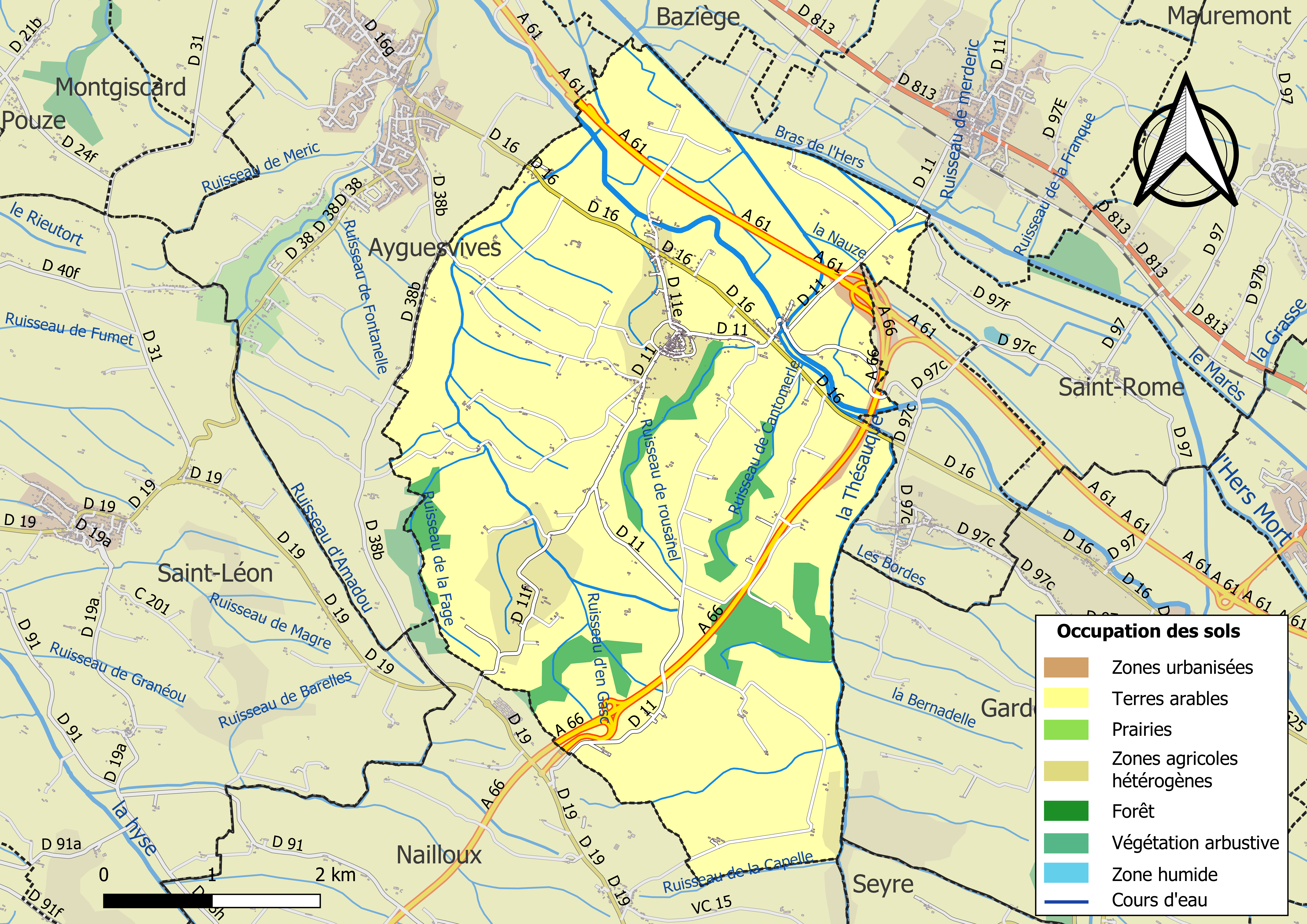
Kaart van de gemeente met belangrijkste infrastructuur, bodemgebruik en omliggende gemeenten

## Demografie
Onderstaande figuur toont het verloop van het inwonertal (bron: INSEE-tellingen).